# 吉迪恩诉温赖特案
吉迪恩诉温赖特案（英語：Gideon v. Wainwright）372 U.S. 335 (1963), 是美国联邦最高法院历史上一个建立新先例的里程碑式案件。在本案中，最高法院法官一致判决根据宪法第六修正案，州法院应该在刑事案件中为无力支付律师费用的被告人提供律师。

## 案件背景
联邦最高法院曾经在鲍威尔诉阿拉巴马州案——斯科茨伯罗系列案件之一——裁决宪法第六修正案中的律师帮助条款包括在某些死刑案件中被告有权被指派律师的权利，而且这一权利通过宪法第十四修正案的合并原则适用于各州。之后，在贝茨诉布莱迪案中，最高法院将鲍威尔案中被告人在“特殊刑事案件”中有律师权的规则扩展到了一般的案件中。法院特别专注于因为被告缺少律师而有异于正当程序条款使得审判不公正的案件。在接下来的二十年中，法院审理了几个类似的案件，并且都作出了律师是必需的判决。然而，由于难于证明“正当程序”条款到底对于庭审程序的公平性提出了多高的要求，这些最高法院要求必须有律师出席的案件基本都是涉及到了死刑等重刑的案件。直到二十世纪六十年代，这种观点仍没有改变。

## 案件事实和审判历史
在1961年6月3日的凌晨零点到早上八点间，佛罗里达州巴拿马市的一家名为“港湾球室”的台球厅发生了一起入室盗窃案。有人在夜间打破了门，砸碎了香烟售货机和一个唱片机，并且偷走了收银机里的钱。这天晚些的时候，一个目击者报告说他曾看到克拉伦斯·厄尔·吉迪恩在早上5点30左右带着一个酒瓶和一些硬币离开了这家台球厅。仅根据这一指证，警方将吉迪恩逮捕，并以故意犯有轻盗窃罪起诉了他。

吉迪恩出现在法庭上，他太穷，请不起律师，于是出现了下面这段他和主审法官的对话：

庭上： 吉迪恩先生，很抱歉，我不能在本案中为你指派律师。根据佛罗里达州法律，法院只有在被告被控有死罪的情况下才能指派律师为他辩护。我很抱歉，但我不得不否决你在本案中被指派律师的请求。

吉迪恩:美国联邦最高法院说我有权得到律师。 
因此，吉迪恩不得不自己充当自己的律师，为自己作无罪辩护。然而，陪审团做出了有罪判决，他被判处有期徒刑5年，在州监狱服刑。

利用监狱里的铅笔和信纸，吉迪恩在他在佛罗里达州监狱的牢房里手写了一封信向最高法院提起上诉，他起诉佛罗里达州监狱的监狱长柯克伦。但柯克伦不久后便退休，路易·温赖特继任并成为了案件中的被告。

最高法院受理了吉迪恩的上诉。并指派了一名在华盛顿特区十分著名的律师为他辩护，即阿诺德和波特律师事务所旗下的阿贝·福塔斯律师，这名律师后来成为了最高法院的法官。布鲁斯·雅各布为被告辩护。

## 最高法院的判决
最终的判决于1963年3月18日作出。最高法院大法官一致判决吉迪恩胜诉，州法院应该在刑事案件中为无力支付律师费用的被告人提供律师。本案的法院意见由雨果·布莱克法官撰写。哈伦、克拉克和道格拉斯法官分别作出了各自的协同意见。

在这份法院意见中，法院特别称赞了在鲍威尔诉阿拉巴马州案中的法院判决。历史上，对于是不是应该将鲍威尔诉阿拉巴马州案中作出的规定扩展到非死刑案件，最高法院曾作出过激烈地讨论。起初，在贝茨诉布莱迪案中，最高法院判决除非有特殊情况，比如被告是文盲、智障或者案情十分复杂，否则法院无需为被告指派律师，最高法院在贝茨案中指出 “委派律师，不是一项对公正审判必不可少的根本权利”。而吉迪恩案推翻了贝茨案中宪法第六修正案中的被告律师权可以不必严格地而是选择性地施加各州法院这一裁决。相反，在吉迪恩案中，法院明确指出，被告人获得律师协助的权利，是一项根本的，公正审判所必需的权利，从而强调出宪法正当程序所要求的程序性保护。这也就是说，每一个公民，无论财富、教育程度、阶级如何，都不应该被迫在没有律师协助的情况下上法庭接受指控。

克拉克法官在协同意见中指出，宪法没有明确说明可以适用（第六修正案中的律师权条款）的案件是死刑案件还是非死刑案件，所以，在所有的案件中，都是必须要提供律师的。

哈伦法官在协同意见中指出，只要存在一个严重的刑事指控，其本身就构成了一个在审讯时被告必须要有律师协助的特殊情况。

最高法院将本案发回佛罗里达州最高法院“进行重审并且不得违背这份法院意见”。随后，州法院进行了重审，W·福瑞德·特纳被指派为吉迪恩的辩护律师。州法院最终判决他无罪释放。

吉迪恩诉温赖特案是最高法院建立刑事诉讼被告人在庭审、上诉期间有权利要求律师协助的一系列案件之一，包括在之后的梅塞亚诉亚利桑那州案和米兰达诉亚利桑那州案中，甚至要求在警方审问中对当事人仍然适用这一权利。

## 影响
吉迪恩案判决之后，仅在佛罗里达州，就有大约2000个被定罪的犯人被释放。吉迪恩没有立刻自由，而是得到了重审的机会。

吉迪恩选择了W·福瑞德·特纳作为他重审时的辩护律师。重审于1963年8月5日，即最高法院判决的5个月后进行。

重审时，特纳质疑检方的关键证人亨利·库克。在开庭陈述和结案陈述中，特纳表示，在案发时库克可能为几名年轻人放风，但正是他们闯入了桌球室偷走了啤酒和硬币。库克说，他看见吉迪恩从桌球室走向了电话亭，并等来了出租车。特纳还得到了该名司机的证词，当时他将吉迪恩从佛罗里达州海港区载到巴拿马城酒吧。但吉迪恩上车时并没有带葡萄酒、啤酒或可口可乐。这个指证完全摧毁了证人库克的可信度。

在一个小时的审议后，陪审团判决吉迪恩无罪释放。

吉迪恩获释后，重回了正常生活并重新结婚。最终，他于1972年1月18日在佛罗里达州劳德代尔堡因癌症去世，享年61岁。在密苏里州，吉迪恩的家人接收了他的遗体，并把他埋葬在了一个没有标记的墓穴中。之后添置了一座花岗岩的墓碑，墓碑上刻有“我相信，每一个时代都会发现法律的改善”（I believe that each era finds an improvement in law）的碑文。（摘自吉迪恩的赤贫人申诉书）